# سایمون فریزر لوات
سایمون فریزر لوات (انگلیسی: Simon Fraser of Lovat; ۱۹ اکتبر ۱۷۲۶ – ۸ فوریهٔ ۱۷۸۲) سلحشور، نظامی و سیاستمدار اهل پادشاهی بریتانیای کبیر بود.